# Ariadne på Naxos
Ariadne på Naxos (Ariadne auf Naxos) er en opera af Richard Strauss til en libretto af Hugo von Hofmannsthal. Den blev uropført i 1912, men Strauss reviderede den i 1916. Den er baseret på den græske myte om Ariadne og Bacchus.